# Metwali Ahmed Jadr
Metwali Ahmed Jadr es un deportista egipcio que compitió en atletismo adaptado. Ganó cinco medallas en los Juegos Paralímpicos de Verano, cuatro oros en Toronto 1976 y una plata en Arnhem 1980.

## Palmarés internacional
| Juegos Paralímpicos | Juegos Paralímpicos   | Juegos Paralímpicos | Juegos Paralímpicos      |
| Año                 | Lugar                 | Medalla             | Prueba                   |
| ------------------- | --------------------- | ------------------- | ------------------------ |
| 1976                | Toronto (Canadá)      | Medalla de oro      | Disco J1                 |
| 1976                | Toronto (Canadá)      | Medalla de oro      | Jabalina J1              |
| 1976                | Toronto (Canadá)      | Medalla de oro      | Jabalina de precisión J1 |
| 1976                | Toronto (Canadá)      | Medalla de oro      | Peso J1                  |
| 1980                | Arnhem (Países Bajos) | Medalla de plata    | Jabalina J               |